# Глаголев, Нил Александрович
Нил Александрович Глаголев (1888—1945) — советский учёный, математик-геометр, профессор Московского университета.

## Биография
Родился в Москве 21 ноября (3 декабря) 1888 года; был шестым ребенком в семье. Его отец, действительный статский советник Александр Николаевич Глаголев, уроженец Пскова, окончил физико-математический факультет Московского университета и всю свою жизнь посвятил любимому делу — преподаванию математики; в Москве преподавал в частной гимназии Креймана. Мать Нила Александровича, Евгения Михайловна (1859—1934), окончила с золотой медалью гимназию в Калуге, где её отец был профессором словесности духовной академии и главным редактором газеты «Калужские ведомости». Она владела тремя европейскими языками и, предполагая поступить на медицинские курсы в Петербурге, изучила латинский язык и выдержала экзамен за мужскую гимназию, но замужество помешало её поступлению на медицинские курсы. Евгения Михайловна сама дала начальное образование всем своим детям (12 человек) и из двенадцати детей все, кроме одного, умершего в юности, получили высшее образование.
До десятилетнего возраста учился дома, затем поступил в первый класс 6-й Московской гимназии. Проявляя склонность к математике, он в то же время интересовался историей и литературой и эту любовь сохранил до конца своих дней; его продолжали занимать вопросы русской истории и тогда, когда он был уже известным математиком. Также увлекался театром, имея актерские данные. Позднее, когда он был студентом, скульптор Голубкина, близко знавшая семью Глаголевых, неоднократно приглашала его вступить в любительскую труппу в Зарайске, но он не решился выступать на сцене.
Был в восьмом классе гимназии, когда после скоропостижной смерти отца (1906) материальное положение семьи резко изменилось, и Глаголев вынужден был зарабатывать на своё содержание. Поступив после окончания гимназии на физико-математический факультет Московского университета, на протяжении всех лет учёбы давал частные уроки. В доме Глаголевых в то время царила «математическая атмосфера»; старшая сестра и два брата тоже были математиками, и по вечерам велись на математические темы беседы, переходившие нередко в споры.
В 1911 году за участие в студенческих волнениях был исключён из университета и ему было запрещено проживать в Москве; пришлось временно выехать в Тульскую губернию. В 1912 году по одновременному ходатайству его матери и физико-математического факультета ему было разрешено держать выпускные экзамены экстерном, после чего он был оставлен профессором Д. Ф. Егоровым при университете для подготовки к профессорскому званию. В это же время он слушал лекции в Народном университете им. Шанявского и участвовал там в семинаре по геометрии, организованном профессором Б. К. Млодзеевским.
После окончания университета началась педагогическая работа Н. А. Глаголева: он был приглашён преподавать профессором А. К. Власовым, заведовавшим кафедрой высшей математики в Московском коммерческом институте. В этом институте, позже переименованном в институт Карла Маркса, а затем в институт народного хозяйства имени Г. В. Плеханова, Глаголев проработал на технологическом и электротехническом факультетах до 1934 года — сначала в качестве ассистента, затем доцента, профессора и заведующего кафедрой.
С 1916 года он также преподавал в Московском университете, где читал лекции по аналитической, начертательной, проективной геометрии, специальные курсы по геометрии (теория вурфов, геодезическое отображение многообразий), руководил семинаром по синтетической геометрии и номографии, был консультантом в номографическом бюро при институте математики и механики. В 1931—1945 годах был профессором кафедры высшей геометрии и топологии механико-математического факультета.
С 1930 года сотрудничал в Московском энергетическом институте; заведовал кафедрой математики на теплоэнергетическом и теплотехническом факультетах. При этой кафедре Глаголев организовал семинар по номографии. Участники семинара делали доклады по капитальным сочинениям по номографии Оканя (фр.) и Соро (Sorreau); участниками семинара был выпущен номографический атлас под редакцией Н. А. Глаголева; Д. И. Перепёлкиным был сделан перевод книги Швердта «Практическая номография» (Л., Гос. науч.-тех. изд., 1932). Труды семинара были напечатаны двумя отдельными сборниками в 1935 и 1939 годах.
Серьёзное внимание Н. А. Глаголев уделял среднему образованию. Ещё студентом он бесплатно преподавал математику на Пречистенских рабочих курсах, преподавал и в 3-м московском реальном училище, директором которого был профессор Л. К. Лахтин. С 1938 года, вёл семинары в городском педагогическом институте, в институте усовершенствования учителей; читал популярные лекции для учителей и для учащихся выпускных классов; был одним из инициаторов математических олимпиад, председателем математической секции Наркомпроса.
В 1926 году женился на выпускнице Высших женских курсов Прасковье Никитичне Поповой. В браке родилось двое детей. Попова также преподавала геометрию в высшей школе, работая под руководством профессора С. П. Финикова.
Осенью 1930 года Глаголев был командирован Институтом математики Московского университета в Германию. По приглашению Рихарда фон Мизеса, директора Берлинского института прикладной математики, он сделал доклад о методе построения номограмм при помощи созданной им теории вурфов. Доклад был принят хорошо, и Глаголеву предложили напечатать его целиком в «Zeitschrift für Angewandte Mathematik und Mechanik». В Гёттингене Н. А. Глаголев познакомился с крупнейшими немецкими математиками Гильбертом, Курантом, Ландау и Вейлем, лекции которого по аксиоматике представляли для Глаголева особый интерес.
В 1935 году получил степень доктора физико-математических наук.
Возглавлял работу специального номографического бюро при Научно-исследовательском институте математики МГУ. Номограммы, созданные в этом бюро, применялись в военно-морском флоте, частях зенитной артиллерии, оборонявших от налетов немецкой авиации. Осенью 1941 года Глаголев решил задачу по оптимальному размещению зенитных батарей вокруг Москвы.
Скончался 2 июля 1945 года от наследственной стенокардии. Задуманная им работа по созданию ряда учебников для высшей и средней школы осталась незавершенной. Похоронен на Даниловском кладбище.

## Научные работы
Научные работы Н. А. Глаголева (опубликовано свыше 40) относятся к различным областям геометрии, но наибольший интерес представляют его работы по проективной геометрии и номографии — как теоретической, так и прикладной:
- Глаголев Н. А. Курс номографии. — 2-е изд.. — Высшая школа, 1961.[4].
- Теоретические основы номографии. — ГТТИ, 1934; 2-е изд. 1936 (Также: Travaux du Bureau scientifique nomographique de Moscou / résumé par le professeur Nil Glagoleff / Paris: Gauthier-Villars, 1935).
- Проективная геометрия. — ОНТИ, 1936.
- Начертательная геометрия. — ОНТИ, 1936.

Под его редакцией вышли «Справочник по номографии» (ОНТИ, 1937) и «Учебный атлас по номографии». Номограммы, конструкции которых были подготовлены совместно с С. В. Бахваловым, применялись в военно-морском флоте, зенитной артиллерии, оборонявшей Москву в 1941—1942 годах.
Внёс исправления и дополнения в учебник «Элементарная геометрия» Киселёва, после чего, в 1938 году, учебник получил официальное утверждение как стабильный и единственный учебник по геометрии советской средней школы. Для средней школы он подготовил учебник «Элементарная геометрия» (ч. 1 «Планиметрия», 1944; ч. 2 «Стереометрия», 1945).